# Иванова, Наталья Ивановна
Ната́лья Ива́новна Ивано́ва (род. 19 сентября 1949, Владивосток) — российский экономист, специалист в области теории инновационного развития, национальных инновационных систем, научной и инновационной политики и экономического прогнозирования.  Академик РАН (2011, членкор 2008), доктор экономических наук, профессор. Руководитель научного направления Отдела науки и инноваций, главный научный сотрудник Центра прогнозных исследований, член Дирекции Института мировой экономики и международных отношений РАН.

## Биография
Родилась во Владивостоке в семье военнослужащего. В 1966—1968 годах училась в Дальневосточном технологическом институте на инженерно-экономическом факультете. В 1968—1971 годах училась на инженерно-экономическом факультете Московского технологического института пищевой промышленности.
В 1973—1976 годах обучалась в аспирантуре и работала в Институте мировой экономики и международных отношений АН СССР (ИМЭМО); с 1976 году сотрудник данного института, в настоящее время работает заведующей отделом научно-технического прогресса и управления. С 2007 года — первый заместитель директора института.
В 1979 году в ИМЭМО защитила диссертацию на соискание учёной степени кандидата экономических наук по теме «Продовольственные комплексы Союза Советских Социалистических Республик и Соединенных Штатов Америки: сопоставительный экономический анализ»; в 2000 году — диссертацию на соискание учёной степени доктора экономических наук по теме «Формирование и эволюция национальных инновационных систем». В 2008 году присвоено учёное звание профессора.
29 мая 2008 года избрана членом-корреспондентом РАН по Отделению общественных наук (международные экономические отношения). 22 декабря 2011 года избрана действительным членом РАН по Секции глобальных проблем Отделения глобальных проблем и международных отношений. Председатель экспертного совета ВАК РФ по экономической теории, финансам и мировой экономике (2013—2018).

## Научная деятельность
Область научных интересов — особенности формирования и функционирования национальных и глобальных инновационных систем, инновационная экономика, экономика науки, государственная научная политика, анализ взаимосвязей инновационной деятельности и экономического роста, прогнозирование научно-технологического развития.
В 2007—2008 годах в ГУ ВШЭ читала курс «Национальные инновационные системы».
Автор более 100 работ (статьи в российских и зарубежных журналах, коллективные и индивидуальные монографии).

### Исследовательские проекты
- 2009—2010 — «Применение зарубежных прогнозов и международных сопоставлений в интересах разработки прогноза научно-технологического развития Российской Федерации на долгосрочную перспективу (до 2030 года)».
- 2009—2010 — «Разработка предложений по совершенствованию нормативного регулирования формирования материально-технической, экспериментальной и приборной базы науки, на основе системного анализа их состояния, перспектив развития как инструмента инфраструктурной поддержки науки и повышения уровня материально-технической оснащенности государственного сектора исследований и разработок».
- 2009 — программа Президиума РАН «Научно-технологический прогноз развития экономики России», глава «Перспективы инновационно-технологического развития мировой экономики».
- 2009 — программа Президиума РАН «Аналитическое и информационное обеспечение деятельности РАН».

## Членство в организациях
- Член Учёного совета ИМЭМО РАН.
- Заместитель председателя диссертационного совета ИМЭМО РАН.
- Член правления Новой экономической ассоциации.
- Член оргкомитета Национальной премии по прикладной экономике.
- Член редколлегии журналов «Мировая экономика и международные отношения», «Вопросы экономики»[2], «Инновации», «Торгпредство».
- Член рабочей группы комиссии по науке и образованию Госдумы РФ.
- Член межведомственной рабочей группы по разработке концепции формирования федеральной контрактной системы при Минэкономразвития.
- Член Межведомственной комиссии по совершенствованию прогноза научно-технологического развития РФ на долгосрочную перспективу при Минобрнауки.
- Член рабочей группы по вопросам взаимодействия Минобрнауки с ОЭСР в сфере образования и науки.

## Награды
- 2001; 2004 — лауреат конкурса Фонда содействия отечественной науки в категории «Лучшие экономисты РАН».
- 2006 — почетное звание и знак «Заслуженный экономист города Москвы».

## Основные работы
- А. А. Дынкин, М. В. Грачев, А. А. Дагаев, Н. И. Иванова и др. Контуры инновационного развития мировой экономики. — М.: Наука, 2000. — 143 с.
- Л. С. Демидова, Я. И. Якобсон, Н. И. Иванова и др. Государство и отрасли инфраструктуры в современной рыночной экономике. — М.: ИМЭМО РАН, 2000. — 224 с.
- Л. С. Демидова, Я. И. Якобсон, Н. И. Иванова и др. Государство и отрасли инфраструктуры в современной рыночной экономике. — М.: «Наука», 2001. — 310 с.
- А. А. Дынкин, М. В. Грачев, Н. И. Иванова и др. Инновационная экономика. — М.: Наука, 2001. — 294 с.
- Н. И. Иванова. Формирование и эволюция национальных инновационных систем. — М.: ИМЭМО РАН, 2001. — 155 с.
- Иванова Н. И. Национальные инновационные системы. — М.: Наука, 2002. — 244 с.
- А. А. Дынкин, М. В. Грачев, Н. И. Иванова и др. Инновационная экономика. 2-е изд., испр. и доп. — М.: Наука, 2004. — 352 с.
- А. А. Дынкин, Н. И. Иванова, К. Д. Гончар и др. Инновационные перспективы США, ЕС, Японии: технологические приоритеты и методология их формирования. — М.: ИМЭМО РАН, 2004. — 109 с.
- Н. А. Медведев, С. В. Рамзанов, Н. И. Иванова. Лизинг: мировой опыт и его значение для России. — М.: Изд-во МГУЛ, 2004. — 155 с.
- Инновационные приоритеты государства. Отв. ред. А. А. Дынкин, Н. И. Иванова. — М.: Наука, 2005. — 275 с.
- Национальные инновационные системы в России и ЕС // Инновационное развитие и коммерциализация технологий в России и странах ЕС: опыт, проблемы, перспективы. Том 1. — М.: ЦИПРАН, 2006.
- А. А. Дынкин, Н. И. Иванова, И. В. Данилин и др. Инновационные процессы в энергетическом комплексе: зарубежный опыт и российские проблемы. — М.: ИМЭМО РАН, 2007. — 103 с.
- Н. И. Иванова, И. Г. Дежина, И. Ю. Егоров и др. Анализ инновационной политики России и Украины по методологии Европейского Сообщества. — М.: ИМЭМО РАН, 2008. — 221 с.
- Налоговое стимулирование инновационных процессов. Отв. ред. Н. И. Иванова. — М.: ИМЭМО РАН, 2009. — 160 с.
- Модернизация российской экономики: структурный потенциал. Отв. ред. Н. И. Иванова. — М.: ИМЭМО РАН, 2010. — 228 с.